# セント・ジョージズ教区 (モントセラト)
セント・ジョージズ教区（英語: Saint Georges）は、イギリス領モントセラトの行政教区の一つ。島の東部に位置する。
1990年代にかけて起こったスーフリエール・ヒルズの噴火により、現在は立ち入りのできない状態にある。現在、住民は噴火の影響がない隣のセント・ピーター教区や島外に避難しており、セント・ジョージズ教区は無人である。そのため行政機能は動いていない。噴火前の人口は3,882人（1946年）で、モントセラトの3つの教区内では最も少なかった。
また、当時モントセラト唯一の空港であったH・W・ブランブル空港も1997年の噴火の被害に遭い、使用不可となっている。これを受け、影響のなかったセント・ピーター教区にジェラルズ空港（2008年にジョン・A・オズボーン空港に改名）が2005年に開港し、代行に当たっている。

モントセラトの地図